# 21号美国国道
21号美国国道（英語：U.S. Route 21）是一条南北方向的美国国道。该公路连接了南卡罗来纳州博福特和弗吉尼亚州威斯维尔，全长394英里。